# Lime Ridge (Wisconsin)
Lime Ridge és una població dels Estats Units a l'estat de Wisconsin. Segons el cens del 2000 tenia 169 habitants.

## Demografia
Segons el cens del 2000, Lime Ridge tenia 169 habitants, 69 habitatges, i 48 famílies. La densitat de població era de 64,6 habitants per km².
Dels 69 habitatges en un 30,4% hi vivien nens de menys de 18 anys, en un 62,3% hi vivien parelles casades, en un 7,2% dones solteres, i en un 29% no eren unitats familiars. En el 18,8% dels habitatges hi vivien persones soles l'11,6% de les quals corresponia a persones de 65 anys o més que vivien soles. El nombre mitjà de persones vivint en cada habitatge era de 2,45 i el nombre mitjà de persones que vivien en cada família era de 2,82.
Per edats la població es repartia de la següent manera: un 23,7% tenia menys de 18 anys, un 6,5% entre 18 i 24, un 32,5% entre 25 i 44, un 18,3% de 45 a 60 i un 18,9% 65 anys o més.
L'edat mediana era de 38 anys. Per cada 100 dones de 18 o més anys hi havia 104,8 homes.
La renda mediana per habitatge era de 41.500 $ i la renda mediana per família de 41.000 $. Els homes tenien una renda mediana de 35.625 $ mentre que les dones 19.500 $. La renda per capita de la població era de 17.006 $. Aproximadament el 5,6% de les famílies i el 4,6% de la població estaven per davall del llindar de pobresa.

## Poblacions més properes
El següent diagrama mostra les poblacions més properes.